# Gudrun Pausewang
 Gudrun Pausewang  (eredeti neve: Gudrun Wilcke) (Mladkov, 1928. március 3. – Bamberg, 2020. január 23.) német sci-fi-író.

## Életpályája
Apja meghalt a II. világháborúban. A háború után a család Nyugat-Németországba menekült. Wiesbaden végezte el iskoláit. Tanári végzettséget szerzett. 1956 és 1963 között Latin-Amerikában tanított, majd rövid szünet után 1968-tól 1972-ig újra.

## Munkássága
A Die Wolke című regényéből készült azonos című filmet magyarul A felhő címen adták.

## Díjai
- 1988 Kurd-Laßwitz-díj
- 1999 Bundesverdienstkreuz
- 2009 a német Akadémia Gyermekirodalom Szövetségének nagydíja – Életmű

## Fordítás
- Ez a szócikk részben vagy egészben  a   Gudrun Pausewang című német Wikipédia-szócikk fordításán alapul.  Az eredeti cikk szerkesztőit annak laptörténete sorolja fel. Ez a jelzés csupán a megfogalmazás eredetét és a szerzői jogokat jelzi, nem szolgál a cikkben szereplő információk forrásmegjelöléseként.